# Milangominne
Milangominne (auch Milango Minne) ist ein Verwaltungsbezirk (Ward) des Distrikts Nanyamba Town Council in der tansanischen Region Mtwara.

## Geografie
Milangominne liegt im Südosten von Tansania etwa 60 Kilometer Luftlinie südwestlich der Regionshauptstadt Mtwara. Der Bezirk grenzt im Norden an Nanyamba und Mbembaleo, im Osten an Namtumbuka, im Süden an Michenjele und im Westen an Mihuta und Dinyecha. Bei der Volkszählung 2022 lebten 8298 Menschen in 2438 Haushalten auf einer Fläche von 51 Quadratkilometern.

## Gliederung
Der Bezirk besteht aus sieben Gemeinden (Mtaa) mit 28 Orten (Kitongoji):
| Mnyahi - Majengo - Sokoni - Ufukoni - Madina | Milango Minne - Jangwani - Unguja - Kipawa - Ghalani | Mnyawi - Majengo - Sokoni - Ufukoni - Madina | Mkubwanana - Kiduli - Mkumbwanana - Mkumbwanana Mashariki - Mkumbwanana Kaskazini | Mnyawi Barabarani - Camp - Kusini - Mnyawi Shuleni - Mnyawi Barabarani | Umoja - Kizota - Mnyengendi - Mtongani - Majengo | Myawi Shuleni - Shuleni - Majengo - Zahanati - Masasi |

## Infrastruktur
- Bildung: Die Mnyawi Secondary School ist eine staatliche weiterführende Tagesschule, die Jugendliche bis zur 4. Stufe ausbildet.[8]
- Gesundheit: Im Bezirk gibt es zwei staatliche Apotheken.[9][10]